# Erhard Tobye
Erhard Tobye (* 18. April 1894 auf Gut Wandern; † 16. Dezember 1971) war ein deutscher Konteradmiral der Kriegsmarine.

## Leben
Erhard Tobye trat am 1. April 1911 in die Kaiserliche Marine ein. Später diente er als Leutnant zur See bis Februar 1915 auf der Stralsund. Für zwei Monaten war er zur Verfügung der I. Marine-Division gesetzt, kam dann bis November 1915 auf die Kaiser Barbarossa und anschließend bis März 1916 auf die Zähringen. Von März 1916 bis April 1917 war er Kommandant und Gruppenführer bei der Handelsschutzflottille. Zum 26. April 1917 wurde er zum Oberleutnant zur See ernannt. Als Wachoffizier war er bis Juli 1917 auf der LZ 13 und wurde wieder als Kommandant und Gruppenführer zur Handelsschutzflottille kommandiert. Von März 1918 bis Juni 1918 war er zur Ausbildung an der U-Bootsschule. Bis Kriegsende war er als Wachoffizier bei der U-Bootsflottille in Flandern.
Nach dem Krieg wurde er in die Reichsmarine übernommen und am 1. März 1922 Kapitänleutnant. 1926 war er Zweiter Artillerieoffizier auf der Elsass. Am 1. Februar 1930 erfolgte seine Beförderung zum Korvettenkapitän. 1931 war er Artillerieoffizier bei der Kommandantur Pillau. Im Jahr 1932 diente er als Artillerieoffizier auf dem Linienschiff Schlesien und war bis dahin u. a. mit dem Eisernen Kreuz I. Klasse und dem Hamburger Hanseatenkreuz ausgezeichnet worden.
Vom 25. September 1934 bis 12. September 1935 war er Kommandant des Artillerieschulschiffs Bremse und wurde in dieser Position am 1. Juli 1935 Fregattenkapitän. Von September 1935 bis November 1939 war er Abteilungschef von MWa III im OKM. Hier wechselte er und wurde Chef der Hauptabteilung Beschaffung und Bereitstellung in AWa C. Von April 1941, seiner Beförderung zum Konteradmiral, bis Januar 1942 war er Amtsgruppenchef von AWa C. Er übernahm die Dienststellung als Chef des Stabes der Kriegsmarinewerft Kiel und blieb dies bis April 1943. Bis April 1944 war er Marinebeauftragter des OKM beim Heereswaffenamt und bis Kriegsende Vorstand der Marinedruckschriftenverwaltung im OKM. Ab 30. Juni 1943 war er z.V. gestellt.
Nach Kriegsende kam er in Kriegsgefangenschaft, aus welcher er am 2. Dezember 1946 entlassen wurde.